# Moritz Gottfried Marschall von Bieberstein
Moritz Gottfried Marschall von Bieberstein (* 19. August 1643 in Naußlitz; † 4. Januar 1698 in Merseburg) war ein sachsen-merseburgischer Hof- und Hausmarschall.

## Leben und Wirken
Er stammte aus dem Adelsgeschlecht Marschall von Bieberstein und trat in den Dienst der Wettiner. Der Herzog von Sachsen-Merseburg ernannt ihn zu seinem Hof- und Hausmarschall. Außerdem wurde Marschall von Bieberstein 1692 nach Zahlung von 7000 Gulden an Herzog Christian von Sachsen-Merseburg Pfandbesitzer des sachsen-merseburgischen Kammerguts Roitzsch im Amt Bitterfeld. Dieses Gut übernahm nach seinem 1698 erfolgten Tod sein damals noch unmündiger Sohn Christian Marschall von Bieberstein unter Vormundschaft seines Onkels Christian Marschall von Bieberstein, Gutsbesitzer auf Bennstedt und Neuvitzenburg. Der junge Christian Marschall von Bieberstein hatte auch den Eisen- und Blechhammer in Saalburg erworben, in den er sehr viel Geld investierte und sich dadurch verschuldete, so dass er das Gut Roitzsch nicht mehr halten konnte. Da die Rentkammer Merseburg die Wiedereinlösungssumme nicht sofort zahlen konnte, legte 1710 die Summe von 7000 Gulden Maria Elisabeth Gräfin von Altstedt geborene von Kospoth der Rentkammer aus.
1694 hatte er und ein Konsortium aus weiteren fünf Personen die Konzession zum Steinkohlenbergbau im Amt Lauchstädt erhalten.
Sein restauriertes Epitaph befindet sich im Merseburger Dom.

## Familie
Er war zweimal verheiratet. Seine erste Ehefrau war Salome Römer (gestorben 1682) und seine zweite Ehefrau ab 1683 Helena Maß. Die Tochter Katharina Helena heiratete am 23. Oktober 1702 den königlich-polnischen und kurfürstlich-sächsischen Geheimen Rat, Kammerherrn und Gesandten Ernst Friedrich Graf von Eberstein auf Großleinungen.